# Fieni
Fieni este un oraș în județul Dâmbovița, Muntenia, România, format din localitatea componentă Fieni (reședința), și din satele Berevoești și Costești.

## Istoric
La sfârșitul secolului al XIX-lea, Fieni și Berevoiești erau sate componente ale comunei Moțăieni, în vreme ce satul Costești făcea parte din comuna Runcu, ambele din plaiul Ialomița-Dâmbovița al județului Dâmbovița. În 1925, situația se păstra, dar în aceeași perioadă, conform primăriei locale, satele Fieni și Berevoești s-au separat și au format o comună de sine stătătoare, denumită Fieni, comună ce a preluat în 1950 și satul Costești.
În 1950, comuna Fieni a fost transferată raionului Pucioasa din regiunea Prahova și apoi (după 1952), raionului Târgoviște din regiunea Ploiești. În 1968, comuna Fieni a revenit la județul Dâmbovița și a fost declarată oraș, având componența actuală.

## Poziționare geografică

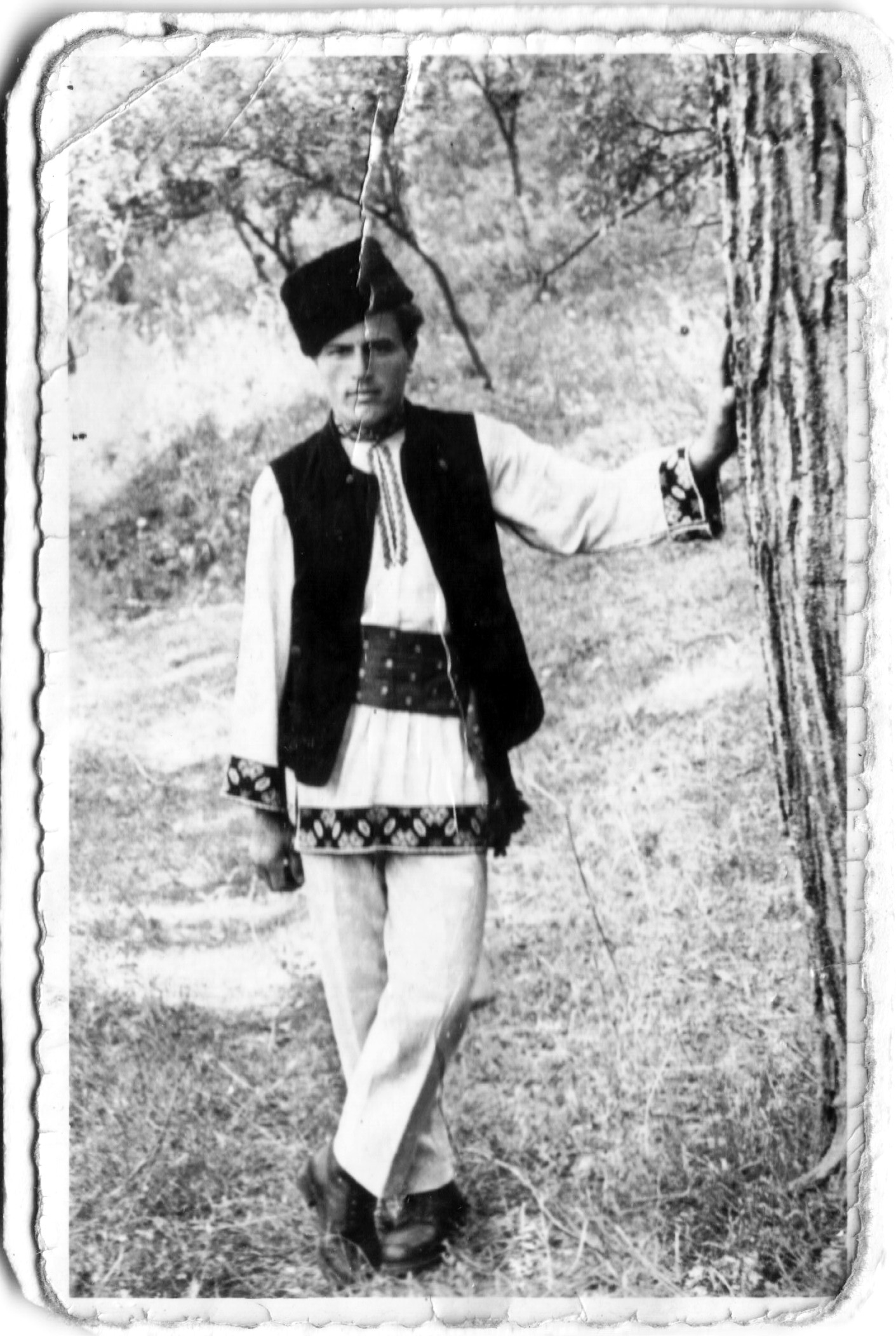
Port popular

Orașul Fieni este situat în zona subcarpatică, în interfluviul dintre râurile Ialomița si Ialomicioara. Situat în partea de nord a județului Dâmbovița, se află la 10 km de comuna Moroieni. Coordonatele geografice 25°25΄16¨ longitudine estica si 45°07΄39¨ latitudine nordică, îl plasează, aproximativ, în partea central-sudică a țării, iar , cota medie de 460 de metri deasupra nivelului mării, îl situează la o altitudine medie a așezărilor țării noastre.
Este direct legat de municipiul Târgoviște, prin calea ferată Titu-Târgoviște-Pietroșița, prin care se poate ajunge în capitala București aflată la 107 km, reședința de județ Târgoviște fiind accesibilă și prin DN71, ce leagă Târgoviște de Sinaia (distanța Târgoviște-Fieni este de 25 km).
Suprafața lui totală, incluzând satele Berivoiești si Costești este de 1831 ha.
La nord se mărginește cu comuna Buciumeni și cu satul Dealu Mare (fosta așezare medievală Țâța, din comuna Buciumeni), legătura făcându-se pe Valea Ialomiței, pe malul drept, unde se afla și drumul național 71. De asemenea cu comuna Runcu, satul Bădeni, accesul făcându-se pe șoseaua comunală Fieni – Runcu, care urmează cursul Ialomicioarei și se continuă pe drumul forestier, cu punct terminus Leaota, masiv ce aparține munților Bucegi.
La sud, se învecinează cu orașul Pucioasa, principala stațiune balneoclimaterică, legătura făcându-se prin drumul național 71 și prin calea ferată, iar cu Vulcana Băi fără acces de legătura directă.
La est cu comuna Dâmbovița și cu orașul Pucioasa (satele Bela, Miculești, Diaconești, Șerbăneasa), iar la vest cu Vulcana Bai și Bărbulețu, legate prin drumuri.

## Demografie
Componența etnică a orașului Fieni
     Români (90,67%)
     Alte etnii (0,27%)
     Necunoscută (9,06%)
Componența confesională a orașului Fieni
     Ortodocși (88,9%)
     Alte religii (1,47%)
     Necunoscută (9,63%)
Conform recensământului efectuat în 2021, populația orașului Fieni se ridică la 6.378 de locuitori, în scădere față de recensământul anterior din 2011, când fuseseră înregistrați 7.587 de locuitori. Majoritatea locuitorilor sunt români (90,67%), iar pentru 9,06% nu se cunoaște apartenența etnică. Din punct de vedere confesional, majoritatea locuitorilor sunt ortodocși (88,9%), iar pentru 9,63% nu se cunoaște apartenența confesională.
|  | Graficele sunt indisponibile din cauza unor probleme tehnice. Mai multe informații se găsesc la Phabricator și la wiki-ul MediaWiki. |

Date: Recensăminte sau birourile de statistică - grafică realizată de Wikipedia

## Politică și administrație
Orașul Fieni este administrat de un primar și un consiliu local compus din 15 consilieri. Primarul, Iulian Tătulescu[*], de la Partidul Social Democrat, este în funcție din 2016. Începând cu alegerile locale din 2024, consiliul local are următoarea componență pe partide politice:
|  | Partid                          | Consilieri | Componența Consiliului | Componența Consiliului | Componența Consiliului | Componența Consiliului | Componența Consiliului | Componența Consiliului | Componența Consiliului | Componența Consiliului | Componența Consiliului |
|  | ------------------------------- | ---------- | ---------------------- | ---------------------- | ---------------------- | ---------------------- | ---------------------- | ---------------------- | ---------------------- | ---------------------- | ---------------------- |
|  | Partidul Social Democrat        | 9          |                        |                        |                        |                        |                        |                        |                        |                        |                        |
|  | Alianța pentru Unirea Românilor | 2          |                        |                        |                        |                        |                        |                        |                        |                        |                        |
|  | Partidul Național Liberal       | 2          |                        |                        |                        |                        |                        |                        |                        |                        |                        |
|  | Alianța Dreapta Unită           | 2          |                        |                        |                        |                        |                        |                        |                        |                        |                        |

## Personalități
- Olga Homeghi este o canotoare română, dublu laureată cu aur la Los Angeles 1984 și Seul 1988.
- Robert Ianici este un culturist român, dublu Campion Național Seniori (2003, 2021), Campion Național Master  (2019), Vicecampion Balcanic (2003), triplu castigator al Cupei României (2000, 2015, 2019).

## Galerie cu imagini

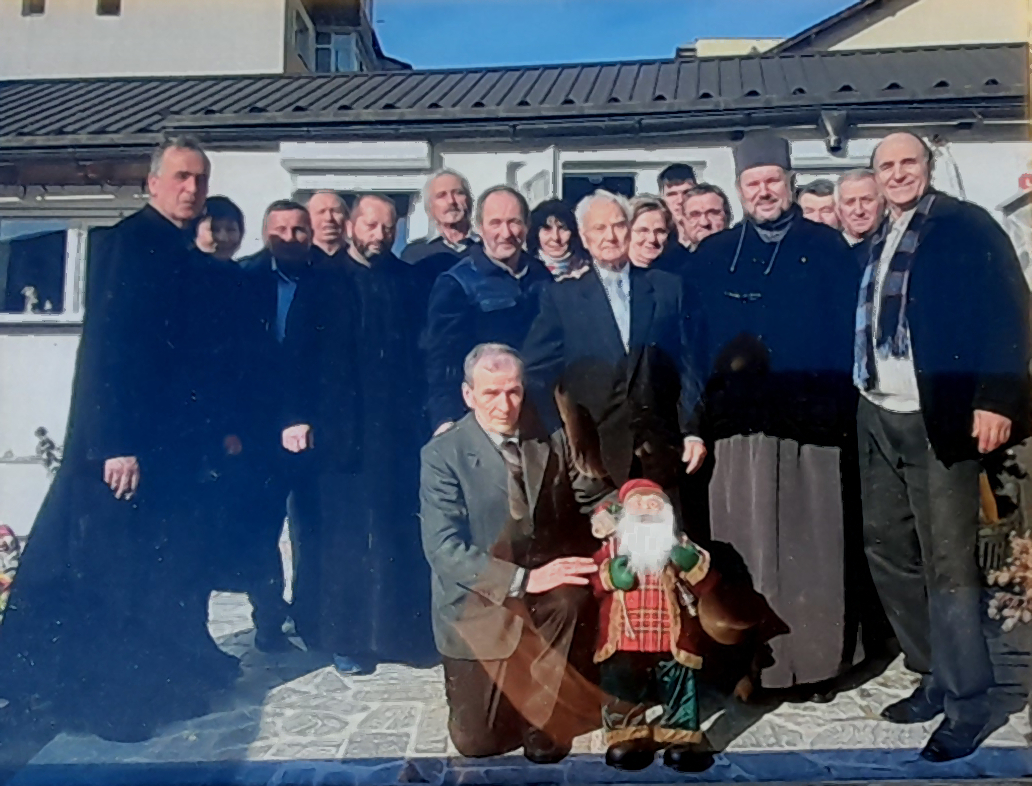
Preoți și enoriași din Fieni

## Club Sportiv Muntenia Fieni
1. ↑  Rezultatele alegerilor locale din 2016, Biroul Electoral Central
2. ↑  „Anexă: Denumirea și componența unităților administrativ-teritoriale pe județe”. Legea 290. Parlamentul României. 2018.
3. ↑  Lahovari, George Ioan (1901). „Moțăeni” (PDF). Marele Dicționar Geografic al Romîniei. 4. București: Stab. grafic J. V. Socecu. p. 402.
4. ↑  Lahovari, George Ioan (1902). „Runcu, com. rur., jud. Dîmbovița” (PDF). Marele Dicționar Geografic al Romîniei. 5. București: Stab. grafic J. V. Socecu. p. 293.
5. ↑  „Organizare teritorială și administrativă”. Primăria orașului Fieni.
6. ↑  „Legea nr. 2/1968”. Monitoruljuridic.ro. Accesat în 27 august 2012.
7. ↑  „Legea nr. 3/1968”. Lege-online.ro. Accesat în 27 august 2012.
8. ↑  „Rezultatele recensământului din 2011: Tab8. Populația stabilă după etnie – județe, municipii, orașe, comune”. Institutul Național de Statistică din România. iulie 2013. Accesat în 5 august 2013.
9. ↑  „Rezultatele recensământului din 2021: Populația rezidentă după etnie (Etnii, Macroregiuni, Regiuni de dezvoltare, Județe, Municipii, orașe și comune)”. Institutul Național de Statistică din România. iunie 2023. Accesat în 23 august 2023.
10. ↑  „Rezultatele recensământului din 2021: Populația rezidentă după religie (Religii, Macroregiuni, Regiuni de dezvoltare, Județe, Municipii, orașe și comune*)”. Institutul Național de Statistică din România. iunie 2023. Accesat în 23 august 2023.
11. ↑  „Rezultatele finale ale alegerilor locale din 2024” (Json). Autoritatea Electorală Permanentă. Accesat în 23 octombrie 2024.